# NGC 5012A
NGC 5012A is een sterrenstelsel van ongebruikelijke aard in het sterrenbeeld Hoofdhaar. Het hemelobject werd op 10 april 1785 ontdekt door de Duits-Britse astronoom William Herschel.

## Synoniemen
- NGC 5012A
- UGC 8290
- KUG 1310+230
- MCG 4-31-14
- VV 559
- ZWG 130.20
- 8ZW 262
- IRAS13103+2305
- PGC 45884